# Malouetia grandiflora
Malouetia grandiflora är en oleanderväxtart som beskrevs av R. E. Woodson. Malouetia grandiflora ingår i släktet Malouetia och familjen oleanderväxter. Inga underarter finns listade i Catalogue of Life.